# Scopelophila agoyanensis
Scopelophila agoyanensis là một loài rêu trong họ Pottiaceae. Loài này được (Mitt.) Spruce mô tả khoa học đầu tiên năm 1881.